# Crepidium resupinatum
Crepidium resupinatum là một loài thực vật có hoa trong họ Lan. Loài này được (G.Forst.) Szlach. mô tả khoa học đầu tiên năm 1995.